# Bertil Nordahl
Karl Bertil Emanuel Nordahl (ur. 26 lipca 1917 w Hörnefors, zm. 1 grudnia 1998 w Degerfors) – szwedzki piłkarz, pomocnik.
W latach 1941–1950 grał w Degerfors IF. W 1948 otrzymał nagrodę Guldbollen dla najlepszego szwedzkiego piłkarza. W tym samym roku wyjechał do Włoch, gdzie grał w Atalancie BC. Do ojczyzny i Degerfors IF wrócił w 1951. W latach 1945–1948 w reprezentacji Szwecji zagrał 15 razy. W 1948 wraz z kolegami został złotym medalistą igrzysk w Londynie.
Futbol na wysokim poziomie uprawiali także jego bracia Gunnar, Gösta, Göran i Knut oraz bratanek Tomas.